# Observatory Golf Club
De Observatory Golf Club is een golfclub in Kaapstad, Zuid-Afrika. De club is opgericht in 1914 en heeft een 18-holes golfbaan met een par van 72.
De golfbaan werd ontworpen door de golfbaanarchitect William Light. Recent zijn de fairways beplant met kikuyugras, een tropische grassoort, en de greens met struisgras.

## Geschiedenis
In 1912 werd er een 9-holes golfbaan geïnstalleerd en de Observatory Golf Club werd officieel geopend in 1914, waarbij de golfbaan ook verlengd werd tot 18-holes. Observatory Golf Club is de oudste golfclub in Johannesburg.
De laatste jaren heeft de golfclub de golfbaan opgewaardeerd en alle bunkers werden gerenoveerd. Daarnaast werd er ook nieuwe regenirrigatiesysteem geïnstalleerd op de fairways. In 2011 en 2012 werd de clubhuis grondig gerenoveerd.
Het baanrecord staat op de naam van John Bland, een Zuid-Afrikaans golfprofessional, en hij had 64 slagen nodig in een speelronde.

## Golftoernooien
- South African Women's Open: 1995
- Observatory Classic: 2000
- Super Sport Challenge: 2014-heden